# Gogo (Hausmeier)
Gogo († 581) war ein Hausmeier Austrasiens von 575 bis 581. Er war der Erzieher des jungen Königs Childebert II. und einer seiner engsten und einflussreichsten Vertrauten. 
Gogo gehörte nicht zum gallorömischen Senatsadel, war aber offenbar gebildet. Durch seine Funktionen am austrasischen Hof erlebte er einen gesellschaftlichen Aufstieg. Im Jahr 565 verhandelte Gogo mit dem Westgotenreich, was zur Hochzeit von Sigibert I. und Brunichild führte. Es war Gogo, der die Eskorte der zukünftigen Königin Brunichild nach Austrasien führte. Der Dichter Venantius Fortunatus war mit Gogo bekannt und lobte in einem Gedicht die Dienste, die dieser für König Sigibert in diesem Zusammenhang leistete. Brunichild und Gogo scheinen zudem befreundet gewesen zu sein. Gogo, der bei Sigibert hohes Ansehen genoss, knüpfte zudem ein Beziehungsnetzwerk zu den Mächtigen Austrasiens, wobei die Verbindungen durch Briefwechsel aufrechterhalten wurden. 
Nach dem Tod Sigiberts im Jahr 575 wurde Gogo durch Brunichilds Einfluss der Nutricius (Erzieher) des jungen Königs Childebert II. Er war somit sein Lehrer, verantwortlich für die Ausbildung des jungen Königs und lebte mit ihm zusammen. Gogo übte zudem in Absprache mit Dux Lupus von der Champagne sechs Jahre lang zusammen mit Brunichild die Regentschaft über das Königreich Austrasien aus, wobei Gogo und Lupus zum engsten Vertrautenkreis der Königin gehörten. Gogo leitete auch die austrasische Diplomatie und sandte unter anderem im Namen Childeberts II. einen Brief an Dux Grasulf von Istrien, was auf die wesentliche Rolle hinweist, die er in dieser Zeit spielte. 
Gogo starb 581. Danach verlor sein Netzwerk die Macht zugunsten einer Gruppe, die vom Bischof Aegidius von Reims dominiert wurde.